# Boris Alexandrowitsch Kotschkin
Boris Alexandrowitsch Kotschkin (georgisch ბორის კოჩკინი, russisch Борис Александрович Кочкин; * 14. August 1995 in Sankt Petersburg) ist ein russisch-georgischer Eishockeyspieler, der seit 2022 erneut bei den Grey Wolves Tbilisi in der georgischen Eishockeyliga spielt.

## Karriere
Kotschkin, der im russischen Sankt Petersburg geboren wurde, begann seine Karriere als Nachwuchsspieler bei GSDJuSchOR Sankt Petersburg und SKA Sankt Petersburg. Ab 2012 spielte er bei den Grey Wolves Tbilisi, für die er bereits als 17-Jähriger in der georgischen Eishockeyliga debütierte. Ab 2013 spielte er daneben auch für Tweritschi Twer in der russisch dominierten Nachwuchsliga Molodjoschnaja Chokkeinaja Liga B. 2015 wechselte er zu Sokol Nowotscheboksarsk aus der russischen Teilrepublik Tschuwaschien in die russische Perwaja Liga. Nachdem er zu Beginn der Spielzeit 2016/17 bei Lesgaft-Universität St. Petersburg gespielt hatte, kehrte er zu den Grey Wolves nach Tiflis zurück. 2019/20 stand er bei den Watertown Wolves in der US-amerikanischen Federal Hockey League auf dem Eis. Seit 2022 spielt er erneut für die grauen Wölfe aus Tiflis.

### International
Kotschkin, der russisch-georgischer Doppelstaatler ist, gab sein Debüt für die georgische Nationalmannschaft bei der Weltmeisterschaft der Division III 2016. Er erzielte in fünf Spielen zehn Tore und gab neun Torvorlagen. Damit war er der beste Scorer des Turniers sowie gemeinsam mit dem Türken Emrah Özmen bester Torschütze und gemeinsam mit dem Luxemburger Colm Cannon bester Vorbereiter. Folgerichtig wurde er auch zum besten Stürmer des Turniers und zum besten Spieler seiner Mannschaft gewählt. Nachdem zwischenzeitlich ohne ihn der Aufstieg gelungen war, spielte er bei den Weltmeisterschaften 2019, 2022, 2023 und 2024 dann in der Division II. Zudem vertrat er seine Farben bei der Olympiaqualifikation für die Winterspiele in Mailand 2026.

## Erfolge und Auszeichnungen
- 2016 Bester Stürmer, bester Scorer, Torschützenkönig und bester Vorlagengeber bei der Weltmeisterschaft der Division III
- 2022 Aufstieg in die Division II, Gruppe A, bei der Weltmeisterschaft der Division II, Gruppe B